# 漢諾森室內設計公司
深圳市汉诺森室内设计有限公司，简称汉诺森，由王文亮先生于1993年创办，为客户提供完整的视觉形象设计服务，包括：室内设计、公共环境设计、商业摄影、平面设计、交互媒体设计等。汉诺森坚持出品商业影响力和设计内涵并存的“作品”。在不断思考和实践积淀的过程中，深度透析品牌精髓，赋予品牌最具当代精神和市场竞争力的面貌，一步步拓宽本土品牌的国际化成长路径。

## 历史
在著名设计师王文亮先生的带领下，汉诺森为100多个国际及本土品牌如：苹果、微软、NIKE、倍耐力、美国善存、友邦、招商银行、李宁、万科、青岛啤酒、本田、TCL、三棵树、例外、迪桑娜、安莉芳、歌力思、影儿等提供优质形象设计服务。作品曾在纽约ADC、德国IF、日本大阪等国际设计赛事和展览中获得优胜成就。

## 公司获奖情况及展览
- 2010 APIDA 第十八届亚太室内设计大奖金奖
- 2009年德国IF设计大奖金质奖
- 2009年德国IF设计大奖IF奖
- 2008亚太室内设计双年大奖赛铜奖
- 2008 IBLIDA国际建筑景观室内设计大奖金奖
- 第80届纽约艺术指导俱乐部 “NYADC”奖
- 18界布尔诺设计双年展
- 纽约GRAPHIS PHOTO’奖
- 洛杉矶亚太海报展
- 平面设计在中国奖
- 中国国际海报双年展
- 第19界香港印制大赛金奖
- 日本大阪DDD艺廊展
- 巴黎蓬皮杜艺术中心展
- 香港设计双年展
- 日本《IDEA》（1997.3 第209期）
- 美国《GRAPHIS PHOTO’ 97》
- 美国《18TH ART .DIRECTORS ANNUAL》（1998）
- 美国《AIGA》（1999.1）
- 英国《Wall Paper》（2002.9）
- 广东设计年鉴
- 广东商业摄影年鉴
- 包装与设计
- 广告世界
- 《中国摄影》等杂志多次收录于刊登

## 资料来源
- 全球商业设计[]
- 亚洲CI
- 亚太设计周刊 （页面存档备份，存于）